# Усадище (Новоизборская волость)
Усадище — деревня в Печорском районе Псковской области России. Входит в состав сельского поселения «Новоизборская волость».
Расположена на прибрежье Псковского озера, в 9 км к северу от волостного центра, деревни Новый Изборск, в 1 км к северо-востоку от деревни Печки и в 0,5 км к западу от окраин деревни Видовичи.

## Население
Численность населения деревни на конец 2000 года составляла 25 жителей.
| 2001 | 2002 | 2010 |
| ---- | ---- | ---- |
| 25   | ↗26  | ↗31  |